# Tansu Çiller
Tansu Çiller, född 24 maj 1946 i Istanbul, är en turkisk ekonom och tidigare politiker. Hon var mellan 1993 och 1996 Turkiets första och hittills enda kvinnliga premiärminister.

## Biografi
Çiller är född i en välbärgad familj, som dotter till den turkiske guvernören av Bilecikprovinsen under 1950-talet. Hon utexaminerades i ekonomi vid Bosporenuniversitetet i Istanbul och fortsatte därefter studierna i USA. Det inkluderade vid University of New Hampshire, och hon blev filosofie doktor i University of Connecticut. Hon avslutade senare sina postdoktorala studier vid Yale University.
Çiller undervisade i nationalekonomi vid Franklin och Marshall College i Lancaster, Pennsylvania. År 1978 blev hon föreläsare vid Bogaziciuniversitetet i Istanbul, och 1983 utnämndes hon till professor av samma institution – som 36-åring den yngsta i landets historia. Hon blev sedan ordförande i det nu nedlagda Istanbul Bank.

### Politik
Efter en tid vid flera universitet som professor, trädde Çiller fram inom politiken i november 1990 och anslöt sig till konservativa Demokratiska partiet (DYP). Hon valdes in i parlamentet 1991 och tjänstgjorde som ekonomiminister i den dåvarande koalitionsregeringen av Süleyman Demirel.
Den 13 juni 1993 blev Çiller partiets ledare och senare samma år premiärminister i en koalitionsregering, efter att premiärminister Demirel övergick till en roll som Turkiets president. Hon var Turkiets premiärminister mellan 1993 och 1996, en period med ekonomiska utmaningar och politiskt motstånd från kurdiska rättighetsförespråkare och en växande islamism. Efter att Republikanska folkpartiet (CHP) drog sig ur koalitionen 1995 försökte hon förgäves bilda en minoritetsregering.
Çiller var därefter Turkiets utrikesminister och vice premiärminister 1996-1997. 1999–2002 fungerade hon som partiledare för DYP, men efter nederlag i valet 2002 gick hon i politisk pension.

### Privaliv
Tansu Çiller var gift med ingenjören och affärsmannen Özer Uçuran Çiller fram till hans död 2024. De två har sönerna Mert och Berk.